# Добруша (Шолданештський район)
Добруша (рум. Dobrușa) — село у Шолданештському районі Молдови. Адміністративний центр однойменної комуни, до складу якої також входять села Речешть та Загорна.

## Населення
За даними перепису населення 2004 року у селі проживали 792 особи.
Національний склад населення села:
| Національність   | Кількість осіб | Відсоток   |
| ---------------- | -------------- | ---------- |
| молдавани румуни | 778 1          | 98,2% 0,1% |
| українці         | 7              | 0,9%       |
| росіяни          | 6              | 0,8%       |
| Всього           | 792            | 100%       |